# Belgische UFO-Welle
Die belgische UFO-Welle bezeichnet eine Häufung von UFO-Sichtungen in Belgien, die von November 1989 bis 1992 anhielt.

## Sichtungen
Die belgische UFO-Welle erreichte ihren Höhepunkt in der Nacht vom 30. zum 31. März 1990. Nach einem Bericht der britischen Boulevardzeitung Sunday Express aus dem Jahr 1995 wurden in dieser Nacht unbekannte Flugobjekte auf Radar erfasst, fotografiert und von circa 13.500 Menschen beobachtet. 2600 dieser Zeugen hätten schriftliche Beobachtungen eingereicht, ein Viertel davon wurde untersucht, der Großteil blieb ohne Erklärung.
Im Anschluss an die Ereignisse veröffentlichten die belgischen Luftstreitkräfte einen detaillierten Bericht über die Ereignisse.
Die beobachteten Lichter schienen sich an den Spitzen eines gleichschenkligen Dreiecks zu befinden. Zwei F-16-Kampfflugzeuge vom Militärflugplatz Beauvechain wurden losgeschickt, um das Phänomen zu untersuchen. Während ihrer 65-minütigen Beobachtung fertigten die Piloten 15 Fotos an. Einmal beschleunigte das Ziel innerhalb von zwei Sekunden seine Geschwindigkeit von 240 km/h auf 1770 km/h, änderte dabei in der gleichen Zeit seine Höhe von etwa 2700 auf etwa 1500 m.
Der Daily Telegraph berichtete 2009 ebenfalls über das Phänomen und bezog sich dabei auf den Bericht eines General Wilfried de Brouwer, wonach die Radarerfassung der Objekte durch F-16 bestätigt wird.

### Fotografie

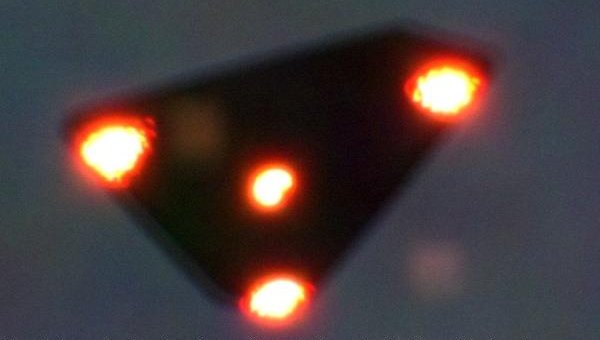
Bild eines angeblichen UFOs, das 1990 während der belgischen UFO-Welle fotografiert worden sein soll

Im April 1990 wurde ein vermeintliches Bild der Flugobjekte bekannt. Das Bild ist bis heute eines der bekanntesten UFO-Bilder.
Es entstand um etwa 22 Uhr am 4. April 1990 im Dorf Petit-Rechain nahe Eupen, nur vier Tage nachdem die UFO-Jagd über Belgien mit F-16-Kampfflugzeugen eine große Medienaufmerksamkeit erzeugte. Die Existenz von nur einem Foto wurde damit erklärt, dass auf den Diafilm nur noch zwei Fotos passten, von denen lediglich eines das Objekt einfangen konnte. Dieses Dia kam in die Hände von SOBEPS und wurde für die Bildanalyse digitalisiert.

### Aufklärung
Im Jahr 2011 trat eine Person mit dem Geständnis an die Öffentlichkeit, eine Fotomontage mit Hilfe von Styropor und aufgehängten Strahlern erstellt zu haben.

## Erklärungsversuche
Nach Überlegungen des Ufologen Renaud Leclet ließen sich einige der Sichtungen mit dem Einsatz von Militärhubschraubern erklären. Auch CENAP schließt militärische und zivile Flugaktivität als Ursache nicht aus und führt des Weiteren die scheinbar schnellen Positionswechsel der Objekte auf Radarstörungen, bedingt durch meteorologische Effekte, zurück. Auch stünden die Radarbeobachtungen in keinerlei Korrelation mit den UFO-Beobachtungen durch Augenzeugen.
Andere Skeptiker, wie etwa Jean-Michel Abrassart, sehen in der Vielzahl der Sichtungen einen sich selbst verstärkenden psychologischen Prozess. Ausgelöst durch Medienberichte über die UFO-Sichtung zweier Polizisten maßen die Menschen ungewöhnlichen Beobachtungen am Nachthimmel eine größere Bedeutung bei, als sie dies normalerweise getan hätten. Die Berichte hätten sie ermutigt, ihre Beobachtungen als UFOs zu interpretieren und die Sichtung zu melden. Zudem sei laut ufo-information.de eine starke geografische Abgrenzung der Sichtungseingänge festzustellen gewesen – so gab es dort besonders viele Sichtungen, wo die Medien besonders häufig über gemeldete Ufos berichteten, was für eine starke Beeinflussung durch Medienberichte spricht.

### Skeptische Betrachtungen
- Marc Hallet: The So-Called "Belgian Ufo Wave" – A Critical View, skepticreport.com
- CENAP: Belgien: Ein Himmel voller Oster-UFOs (Memento vom 5. März 2012 im Internet Archive).
- Renaud Leclet: The Belgian UFO-wave of 1989-1992 (PDF; 1,9 MB)
- Kritischer Überblick über die Ereignisse, ufo-information.de